# Alteração de Agosto
A Alteração de Agosto (Polonês: Nowela sierpniowa) de 2 de Agosto de 1926 foi um conjunto de emendas constitucionais para a Constituição de Março de 1921.
Estas emendas foram propostas e adotadas pelo plebiscito nacional depois que Józef Piłsudski tomou o poder com o golpe de Maio.
Havia quatro principais cláusulas nas emendas.
- O Presidente pode destituir o Sejm (Parlamento) e o Senado;
- O Presidente pode emitir atos (rozporządzenia) com o poder legal quando aprovado no Sejm;
- O Sejm não pode se dissolver;
- Se o Sejm não pode concordar com o orçamento do Estado, o orçamento pode ser aprovado pelo governo.